# Quilly (Ardenas)
Quilly é uma comuna francesa na região administrativa de Grande Leste, no departamento das Ardenas. Estende-se por uma área de 5,49 km². Em 2010 a comuna tinha 83 habitantes (densidade: 15,1 hab./km²).